# Clusia epiphytica
Clusia epiphytica är en tvåhjärtbladig växtart som först beskrevs av José Cuatrecasas, och fick sitt nu gällande namn av J. J. Pipoly. Clusia epiphytica ingår i släktet Clusia och familjen Clusiaceae. Inga underarter finns listade i Catalogue of Life.